# تقلقل انفعالي
يعرف التقلْقُل الانفعالي (أو السَلَس الانفعالي) في الطب وعلم النفس بأنه عرض أو علامة تتجسد في التغيرات المبالغة في المزاج أو التأثير على التعاقب السريع. في بعض الأحيان تختلف تصرفات الإنسان الظاهرية عن حقيقة ما يشعر به بداخله. وهذه المشاعر القوية يمكن أن تكون غير متوافقة مع حدوث موقف معين، أو ربما لا يستثار إطلاقاً. ويشعر الأشخاص الذين يعانون من التقلقل الانفعالي بأنهم دائماً ليس لديهم تحكم في مشاعرهم. على سبيل المثال، شخص ينهمر في البكاء ولم يعد يستطع السيطرة على نفسه نتيجة للتعرض لأي انفعال قوي حتي لو لم يشعر بالحزن في هذا الموقف.
ويحدث التقلقل الانفعالي في العديد من الحالات مثل اضطراب الشخصية الحدي، اضطراب الشخصية التمثيلي، نوبات الهوس في اضطراب ثنائي القطب، و الاضرابات العصبية، إصابات المخ (ما يعرف بتقلقل) ربما نتيجة سكتة دماغية. غالبًا يُسبق المرض بعلامات أو إنذار مبكر لأنواع معينة من أمراض الغدة الدرقية ربما ينتج أيضاً من تسمم ببعض المواد مثل الكحول والبينزوديازيبين. ويمكن أن يكون مصاحباً لحالات فرط الحركة.
يعاني الأطفال الذين لديهم درجة عالية من التقلقل الانفعالي  من الإحباط وتهجية البكاء أو نوبات غضب. في فترة ما قبل المدرسة يعتبر الأطفال الذين يعانون من عدم الثبات الانفعالي بجانب فرط الحركة مؤشراً غير حسن لأنه يزيد المرض سوءاً ويزيد الإصابة بالعديد من الأمراض المزمنة. الأطفال المعرضين للإهمال في هذا السن أكثر عرضة للإصابة باضطراب عاطفي مثل عدم الثبات الانفعالي.
يوجد بعض الإشارات الباعثة لالتقلقل الإنفعالي مثل: التعب المفرط التوتر والضغط والإثارة الزائدة للحواس (التعرض الكثير للضوضاء، البقاء في أماكن مزدحمة)، التعامل مع أشخاص لديهم اضطرابات نفسية، وفاة شخص يحبه، أو العديد من المواقف الأخرى التي تستدعي التوتر والمشاعر القوية.